# Galerie Pascal Cuisinier
Fondée en 2006, la galerie Pascal Cuisinier présente les premiers designers français des années 1951-1961.

## Pascal Cuisinier, fondateur de la galerie
Fondateur de la galerie homonyme, Pascal Cuisinier est né en 1969 à Saint-Germain-en-Laye. Après des études en architecture, il se spécialise dans les arts décoratifs français des années trente et officie au marché Antica de Saint-Ouen.
Il reprend ensuite des études en arts plastiques et philosophie de l’art et travaille sur une thèse intitulée « Vers une allographisation des arts plastiques contemporains ». En 2006, il est de retour à Saint-Ouen, au Marché Paul Bert, où il est reconnu comme le spécialiste du design de la génération française née entre 1920 et 1930 dont la majorité de la production est éditée entre 1951 et 1961.
En 2011, il ouvre un nouvel espace au 13 rue de Seine à Saint-Germain-des-Prés, partagé entre un lieu d’exposition de mobiliers et pièces rares des premiers designers français et un bureau de recherche et de documentation.

## Les premiers designers français
Depuis 2006, la galerie présente la génération des designers français nés entre 1925 et 1930, et ayant suivi un parcours similaire. Formés à l’École nationale Supérieure des Arts Décoratifs ou de Camondo, ils ouvrent leur agence au début des années 1950, puis éditent leurs premières pièces. Les pièces qu’ils imaginent inaugurent ce qui deviendra le mode de production et de distribution du mobilier dans les décennies suivantes, opérant ainsi un glissement des arts décoratifs vers le design.
Sans créer un groupe ou un mouvement artistique à part entière, ces jeunes designers sont un « phénomène générationnel » : ils partagent les mêmes choix éditoriaux et participent au mouvement de renouveau artistique des années 1950-1960.

## Foires internationales et expositions
La galerie réalise régulièrement des focus ainsi que des expositions thématiques ou monographiques qu'elle présente dans ses locaux ou lors des foires internationales auxquelles elle participe, telles que PAD Paris, PAD London, Design Miami/ Basel, Design Miami, etc.
De mars à avril 2024, la Galerie Pascal Cuisinier organisa sa dernière exposition en date : « Le beau est l’utile. La fonction comme moteur de la création : Design et grès français 1950-1970 ». Durant un mois, elle mettait en scène céramiques et créations, dans un dialogue présentant deux types de production : les designers et le grès de La Borne. À la manière de chacun, ils révolutionnent leur discipline, lui influant un nouveau souffle. D’un côté, nous avons les premiers designers français se considérant comme fonctionnaliste, déclarant que rien n’est gratuit, tout est utile à la création et à la fabrication de l’objet. De l’autre, nous avons la nouvelle génération de céramistes de La Borne, qui débutent avec les usages et pratiques traditionnelles avant de s’en détacher. Cette exposition vise donc à mettre en évidence la relation esthétique entre la forme et la fonction dans le design français et les céramiques de La Borne des années 1950 à 1970.
Durant l’année 2021, la Galerie Pascal Cuisinier présente deux expositions dédiées à Robert Mathieu, un des premiers designers français dont elle est spécialiste, à l’occasion de son centenaire. Intitulées « 100 ans / 100 luminaires : 1955-1965 » partie I et II, ces expositions mettent en scène l’œuvre de Robert Mathieu, un designer de luminaires uniques. Considérée comme des « expositions inédites », elles présentent des pièces du créateur qui n’ont jamais pu être visible par le grand public, tel que le plafonnier 498 à triple balancier. 
En 2019, la galerie Pascal Cuisinier a réalisé une exposition intitulée « 2009-2019 : dix ans d’expositions ». Celle-ci a lieu dans le but de rendre hommage à la première réalisée par la galerie : « Alain Richard, Luminaires et mobilier 1950-1970 » et à tous les autres évènements présentés. Ainsi, la galerie exhibe quelques-unes de ses pièces les plus rares et iconiques, effectuant une rétrospective de ses recherches. De plus, elle montrera pour la première fois des luminaires de Robert Mathieu dont elle fera une exposition en 2021, à l’occasion du centenaire du créateur.
L'exposition « 100 sièges français 1951-1961 » réalisée en 2014, est exemplaire de la démarche de la galerie Pascal Cuisinier et dévoile les transformations esthétiques et formelles qui ont révolutionné la conception du siège en France, dans les années 1950. La même année, elle rend un hommage à Joseph-André Motte pour le premier anniversaire de sa mort, à l'occasion d'un solo show rassemblant une cinquantaine de pièces emblématiques conçues par le designer au début de sa carrière.
- 2015 : Jacques Biny, Créateur / Éditeur[23]
- 2014 : Hommage à Joseph-André Motte[24],[25]
- 2014 : 100 sièges français : 1951-1961
- 2013 : Focus sur André Simard
- 2012 : Focus sur Joseph-André Motte
- 2012 : Pierre Guariche, créateur de Lumière / 1950-1959
- 2012 : Cycle d'expositions thématiques, Premier Design français, épisode #3 : Le Blanc
- 2012 : Cycle d'expositions thématiques, Premier Design français, épisode #2 : La jeune génération des années 50
- 2011 : Cycle d'expositions thématiques, Premier Design français, épisode #1 : Le Bureau
- 2010 : Meubles TV : Éditeur d'avant-garde 1952-1959
- 2009 : Alain Richard, luminaires et mobilier 1950-1970

## Designers représentés par la galerie
La galerie met en lumière la génération des premiers designers français, :
- René Jean Caillette
- Pierre Guariche
- André Monpoix
- Joseph-André Motte
- Pierre Paulin

Elle possède également une importante collection de luminaires français des années 1950-1970 et défend les trois principaux éditeurs/créateurs de luminaires de cette époque :
- Jacques Biny[27]

## Publications
La galerie a publié deux ouvrages :
- Alain Richard, Luminaires et mobilier 1950-1970 : Premiers designers français, Galerie Pascal Cuisinier, 2010, 73 p. (ISBN 978-2-900013-43-4)
- Meubles TV : Éditeur d'avant-garde 1952-1959, Galerie Pascal Cuisinier, 2010, 124 p. (ISBN 978-2-900013-71-7)